# Sant Salvador de Bianya
Sant Salvador de Bianya es una entidad de población española del municipio de Vall de Vianya, perteneciente a la provincia de Gerona, en la comunidad autónoma de Cataluña.

## Toponimia
El nombre del lugar puede encontrarse escrito con las grafías Sant Salvador de Bianya, San Salvador de Vianya y San Salvador de Viaña.

## Historia
Hacia mediados del siglo XIX, el lugar, por entonces con ayuntamiento propio, tenía contabilizada una población de 240 habitantes. Aparece descrito en el decimosexto y último volumen del Diccionario geográfico-estadístico-histórico de España y sus posesiones de Ultramar de Pascual Madoz con las siguientes palabras:

VIAÑA (San Salvador de): l. con ayunt. en la prov. y dióc. de Gerona (7 1/2 leg.), part. jud. de Olot (1 1/2), aud. terr., c. g. de Barcelona (22): sit. en terreno áspero y montuoso, con buena ventilacion, y clima frio, pero sano. Tiene unas 150 casas, y una igl. parr. (San Salvador) servida un cura de ingreso, de provision real y ordinaia. El térm. confina con San Miguel Sacot ó la Cot, San Martin del Clot' Valldelvach y Creixenturri del part. de Ribas. El terreno es de mediana calidad, la parte montuosa abunda en bosques arbolados; le cruzan varios caminos locales. prod.: trigo, legumbres y patatas; cria ganado y caza de distintas especies. pobl.: 49 vec., 240 alm. cap. prod.: 3.418,800 rs. imp.: 85,470.
(Madoz, 1850, p. 13)

El municipio de San Salvador de Vianya desapareció de cara al censo de 1857, al incorporarse al de Vall de Vianya. En 2023, la entidad colectiva de población de Sant Salvador de Bianya tenía empadronados 90 habitantes, los mismos que la entidad singular de población del mismo nombre, todos diseminados.

## Demografía
| Gráfica de evolución demográfica de San Salvador de Vianya entre 1842 y 1960 |
| |
| Población de derecho según los censos de población del INE Población de hecho según los censos de población del INEEntre el censo de 1970 y el anterior, este municipio desaparece porque se integra en el municipio Vall de Vianya |